# 陈进 (计算机专家)
陈进（1968年7月—），福建人，曾任上海交通大学微电子学院院长，后因汉芯造假事件而被解僱。

## 生平
陈进于1991年毕业于同济大学，后赴美国留学。他于1994年、1997年先后获得克萨斯大学奥斯汀分校工程硕士与博士学位，师从雅各布·亚伯拉罕。1998年至2000年初，陈进在摩托罗拉的奥斯汀研发中心工作，担任高级电子工程师。
他于2001年回到中国，自称曾在美国IBM、摩托罗拉等公司担任高级主任工程师、芯片设计经理等职，主持系统芯片开发等工作。任教于上海交通大学。同时他出任上海交通大学芯片与系统研究中心主任，开始主持研发汉芯系列DSP芯片。上海交通大学微电子学院于2003年创立后，陈进出任院长。2004年，他被聘为长江学者。此外，他还曾任上海硅知识产权交易中心首席执行官、上海交通大学汉芯科技有限公司总裁、上海交大创奇科技有限公司总经理等职。
2006年因汉芯造假被揭发，上海交通大学撤销了陈进的所有职务，教育部、国家发展改革委员会等部委也追缴了其各项科研经费。同时，他不再担任上海新奥通讯科技有限公司（由原汉芯科技有限公司更名而来）、上海硅智芯片技术研究所有限公司的法定代表人，但仍担任两家公司董事。

## 漢芯造假案
2006年1月17日，陳進被揭發他的「漢芯」芯片造假，陳進在美國購買摩托羅拉飛思卡爾56800的芯片後，僱傭民工將芯片表面的摩托羅拉字樣及商標用砂紙磨掉，再印上「漢芯一號」的字樣及商標，以此騙取中國政府一億一千萬元人民幣的科研經費。